# Walter Schönenberger (Komponist)
Walter Schönenberger (* 1914; † 1994; beheimatet im Kanton St. Gallen) war ein römisch-katholischer Schweizer Komponist von Kirchenliedern bzw. liturgischer Musik.

## Leben
Walter Schönenberger war (wie auch z. B. Johannes Fuchs) Lehrer –  für Stimmbildung,  Chorleitung und kirchenmusikalische Praxis – an der Diözesanen Kirchenmusikschule St. Gallen.
Schönenberger gilt, zusammen mit Paul Huber, Karl Peissner und anderen, als Komponist, der in der Schweiz „den musikalischen und liturgischen Umbruch nach dem II. Vatikanischen Konzil aktiv mitgestaltet“ hat.

## Kompositionen
- Zugetan. Chor-Partitur. Hug & Co., Zürich 1956. Text von Georg Thürer.
- Wenn mir in Stunden kummerschwer … Chor-Partitur. Hug & Co., Zürich 1956.
- Kehr ich abends heim mit Singen. Chor-Partitur. Nach einem kroatischen Volkslied. Hug & Co., Zürich 1956.
- An meine Frau. Chor-Partitur. Hug & Co., Zürich 1956.
- Hej, wer geht denn dort. Partitur. Hug & Co., Zürich 1959.
- Missa populi. Partitur. Hug & Co., Zürich 1960.
- Missa dominicalis: zu Ehren des heiligen Niklaus von Flüe. Partitur. Hug & Co., Zürich 1962.
- Ave Maria.[3]
- Domine convertere.[3][4]